# A Bagagem do Viajante
A Bagagem do Viajante é um ensaio de José Saramago, lançado em 1973 pela Editorial Futura.
Este título é composto por um conjunto de mais de 59 crónicas inicialmente publicadas no vespertino A Capital (1969) e no "Jornal do Fundão" (1971-1972). Vemos muito nestas crônicas um Saramago inquieto com a situação do pais na época era um opositor ao Governo do Marcelo Caetano. 
Além da publicação em Portugal, inicialmente pela Editorial Futura e posteriormente pela Editorial Caminho, a obra foi publicada no Brasil (1996), Argentina (2010), México (1994), Espanha (1992) e Itália (1992).

## Crónicas e Contos
- Retrato de antepassados
- A minha subida ao Evereste
- Molière e a Toutinegra
- E também aqueles dias
- De quando morri virado ao mar
- A velha senhora dos canários
- “E agora, José?”
- As personagens erradas
- Um braço no prato
- Saudades da caverna
- Elogio da couve portuguesa
- Não sabia que era preciso
- O verão é capa dos pobres
- O crime da pistola
- Os foguetes de lágrimas
- O melhor amigo do homem
- História para criança
- As terras
- Os portões que dão para onde?
- Moby Dick em Lisboa
- A guerra do 104 e do 65
- O lagarto
- No pátio
- Um jardim de rosas
- O fala-só
- Jogam as brancas e ganham
- História do rei que fazia deserto
- O rato contrabandista
- Natalmente crônica
- A glória do Acácio
- Teatro todos os dias
- A praça
- O ódio ao intelectual
- O décimo terceiro apóstolo
- Uma carta com tinta de longe
- Apólogo da vaca lutadora
- As memórias alheias
- Cavalos e água corrente
- O General dela Rovere
- Os gritos de Giordano Bruno
- A máquina
- O tempo das histórias
- As coincidências
- A recuperação dos cadáveres
- Meditação sobre o roubo
- Ir e voltar
- Quatro cavaleiros a pé
- Só para gente de paz
- Do princípio do mundo
- A oficina do escultor
- Sem um braço no inferno
- Criado em Pisa
- O Jardim de Boboli
- Terra de Siena molhada
- O tempo e a paciência
- Com os olhos no chão
- O maior rio do mundo
- Uma noite na Plaza Mayor
- Ver as estrelas
- A perfeita viagem